# Mylius My 102 Tornado

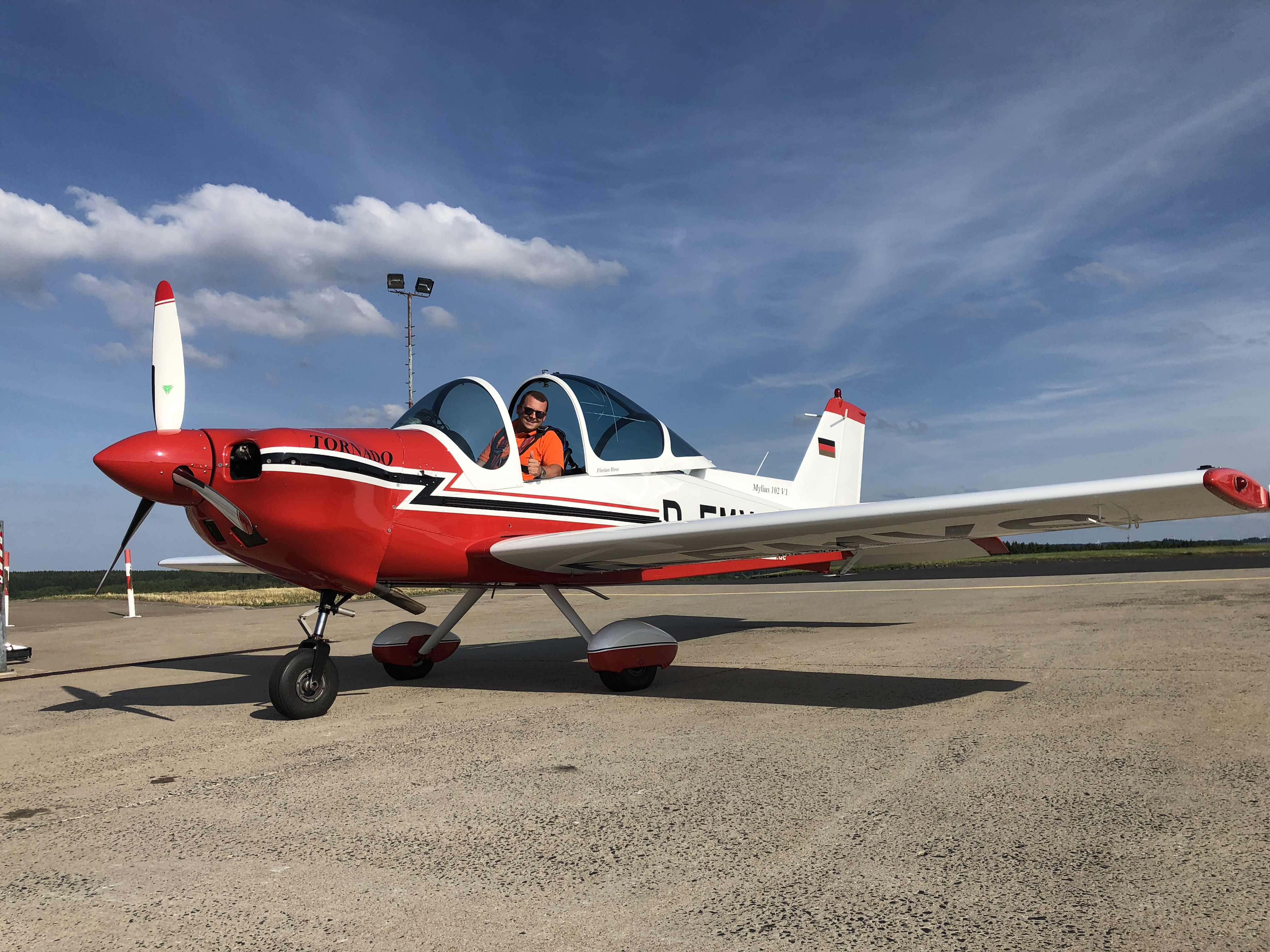
D-EMYS an der Tankstelle des Siegerland Flughafens

Die Mylius My 102 Tornado  ist ein einsitziges Leichtflugzeug aus deutscher Produktion.

## Geschichte
Bereits 1970 wollte Hermann Mylius, der Konstrukteur der MHK 101, aus der daraus hervorgegangenen Bölkow Bo 209 Monsun einen Einsitzer für den Leistungskunstflug entwickeln. Unter Verwendung von vielen Monsun-Bauteilen entstand eine kostengünstige Lösung unter der Bezeichnung „Mylius 102 Tornado“ als einsitziges Kunstflugzeug mit einem 200-PS-Lycoming AIO-360B1B-Triebwerk, das einen Hoffmann-Dreiblattverstellpropeller antreibt.

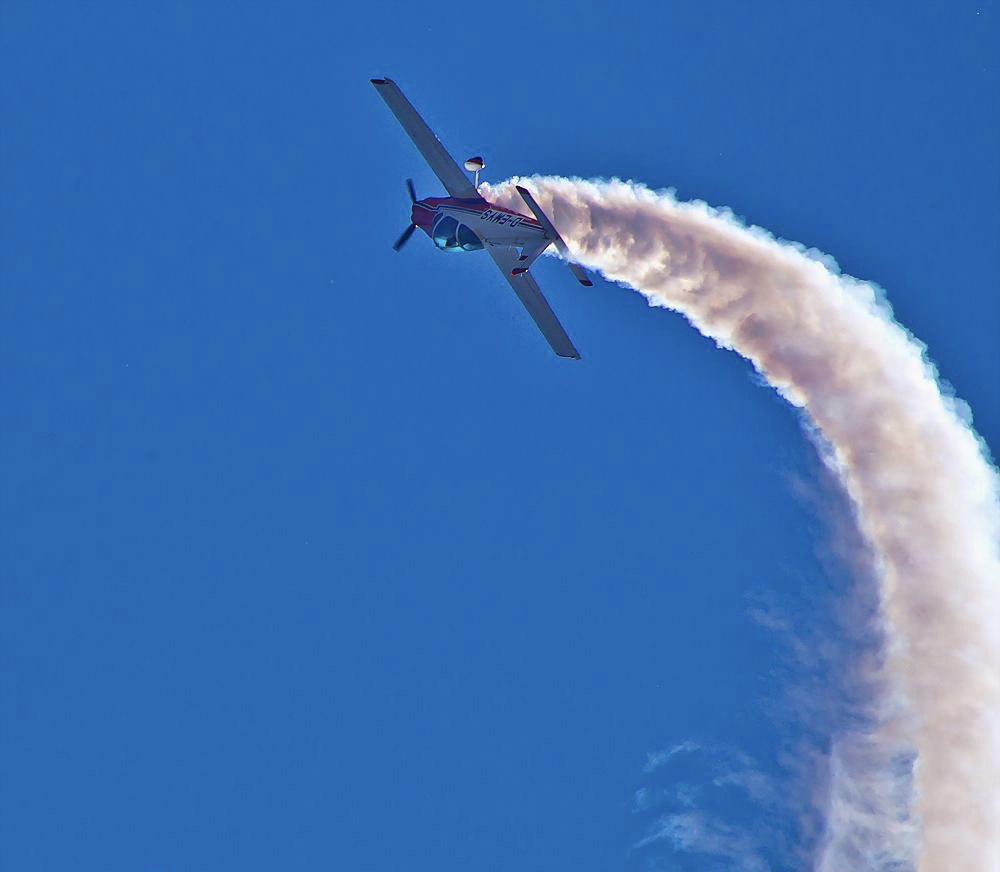
D-EMYS im Kunstflug mit Smoke

Die My 102 V1 startete zum ersten Mal am 7. Juli 1973 in Neubiberg mit Dipl.-Ing. Hermann Mylius am Steuer. Bei der Präsentation wurde das Flugzeug von Hermann Liese vor großem Publikum im Kunstflug vorgeflogen. Kurz danach nahm das Flugzeug erfolgreich an der deutschen Kunstflugmeisterschaft in Marl teil. Das Flugzeug ist viele Jahre auf fast allen deutschen Wettbewerben sehr erfolgreich mitgeflogen. Pilot Walter Eichhorn wurde 1980 mit der V1 Deutscher Meister / Gewinner der Deutschen Meisterschaft der Semiakro-Klasse in Dierdorf-Wienau.
Mylius baute 1984 noch einen zweiten Tornado mit geändertem, dickerem Tragflächenprofil, einer höheren zugelassenen Festigkeit von ±9g, wodurch die My 102 V2 wieder voll wettbewerbstauglich wurde. Die My 102 V2 startete zum ersten Mal am 3. April 1984 in Neubiberg, genau wie die V1 über ein Jahrzehnt früher, wurde der Erstflug wieder vom Erbauer Hermann Mylius selbst durchgeführt. Bei der ersten offiziellen öffentlichen Präsentation wurde die V2 vor großem Publikum von Pilot Hermann Liese im Kunstflug vorgeflogen. Die D-EMYM hieß nun nicht mehr offiziell Tornado, da man die Namensrechte im MBB-Konzern erworben hatte und nun das strahlgetriebene Kampfflugzeug Panavia Tornado taufte. Aber der „Rufname“ Tornado gehört trotzdem seit je her zur My 102.

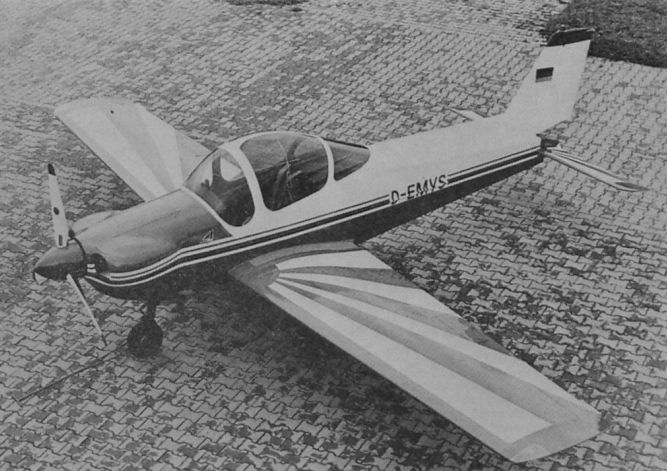
Die V1 in ursprünglicher Lackierung

Die D-EMYS wird als voll zugelassenes LFZ mit Kennblatt und Musterzulassung beim Luftfahrt-Bundesamt geführt. Damit ist sie aktuell die einzige fliegende Mylius 102 Tornado. Die Maschine wird auf Flugtagen vorgeführt und war am Flugplatz Breitscheid stationiert. Die Mylius 102 V2 mit dem Kennzeichen D-EMYM befand sich, nach langer Einlagerung, im langfristigen Wiederaufbau beim Besitzer der D-EMYS. Im Jahr 2022 wurden die V1 und V2 zusammen verkauft. Der neue Besitzer hat beide Maschinen nun am Flugplatz Borkenberge stationiert.

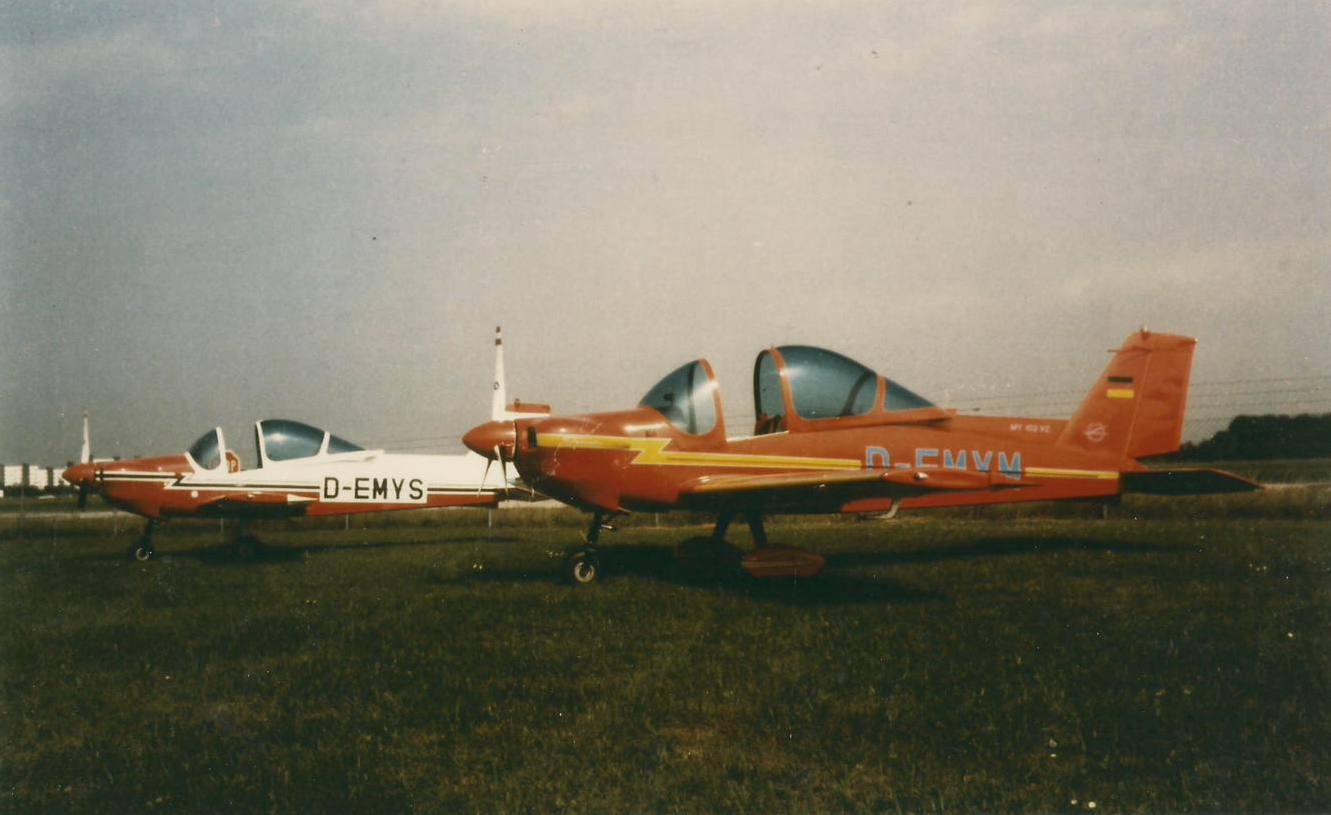
Mylius My102 „Tornado“ – D-EMYS und D-EMYM (V1 und V2)

## Technische Daten
| Kenngröße                 | Daten My 102 V1                        |
| ------------------------- | -------------------------------------- |
| Besatzung                 | 1                                      |
| Länge                     | 6,40 m                                 |
| Spannweite                | 7,89 m                                 |
| Höhe                      | 2,31 m                                 |
| Flügelfläche              | 9,40 m²                                |
| Flügelstreckung           | 6,6                                    |
| Zuladung                  | 150 kg (Kunstflug) / 210 kg            |
| Leermasse                 | 500 kg                                 |
| max. Startmasse           | 680 kg (Kunstflug) / 740 kg            |
| max. Reisegeschwindigkeit | 320 km/h                               |
| Höchstgeschwindigkeit     | 400 km/h                               |
| Lastvielfache             | +6/−4,5g (+9/−9g V2)                   |
| Dienstgipfelhöhe          | 25.500 ft (7.772 m)                    |
| Reichweite                | 1018 km                                |
| Tankinhalt                | 146 l                                  |
| Verbrauch                 | 60 l/h (Kunstflug); 30 l/h (Reiseflug) |
| Triebwerk                 | ein Lycoming AIO-360; 200 PS (147 kW)  |
| Propeller                 | Mühlbauer Dreiblatt-Verstellpropeller  |